# Motor de dos cilindros en línea

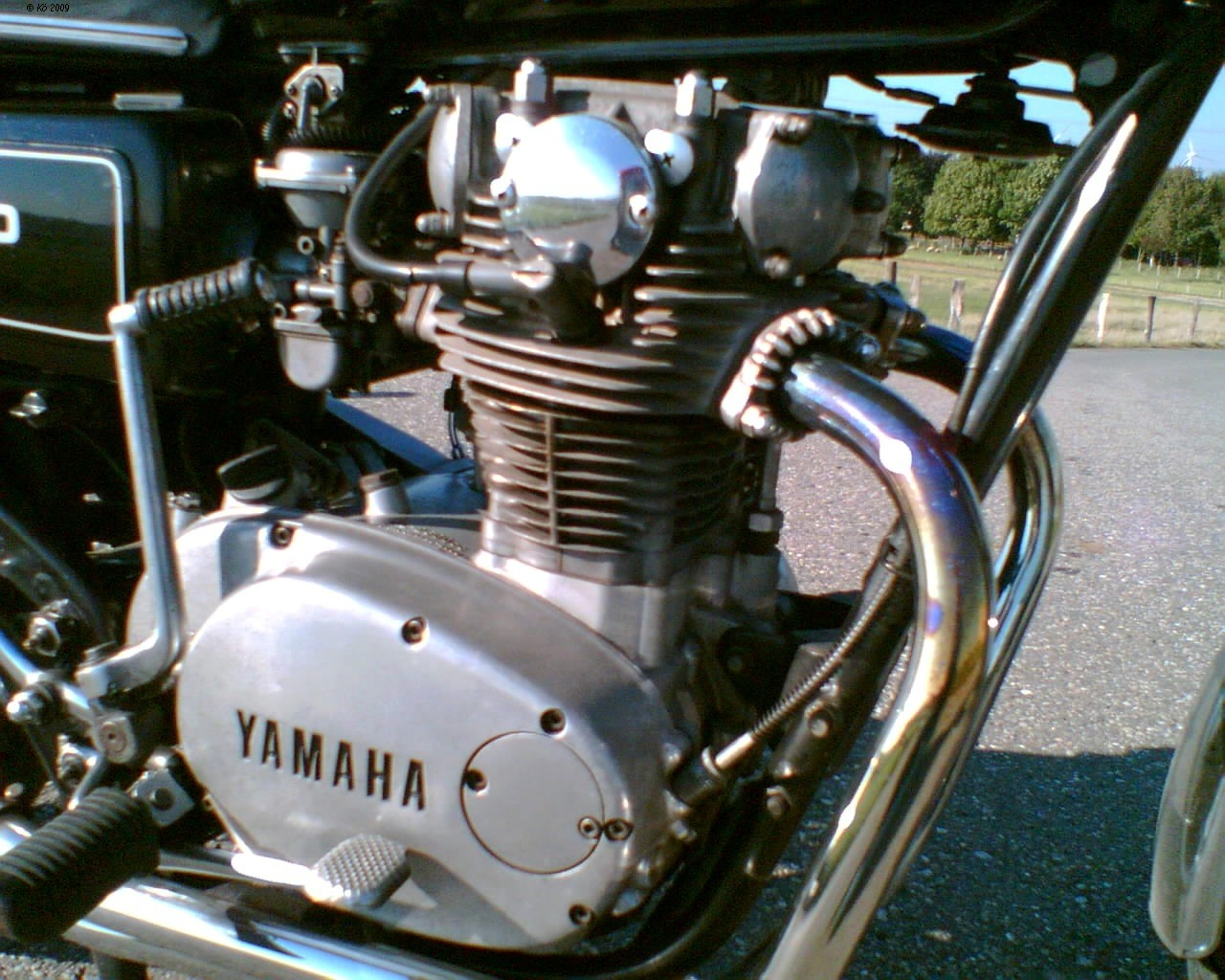
Clásico motor bicilíndrico en línea (paralelo-doble; "paralel-twin" en inglés) de una Yamaha XS 650

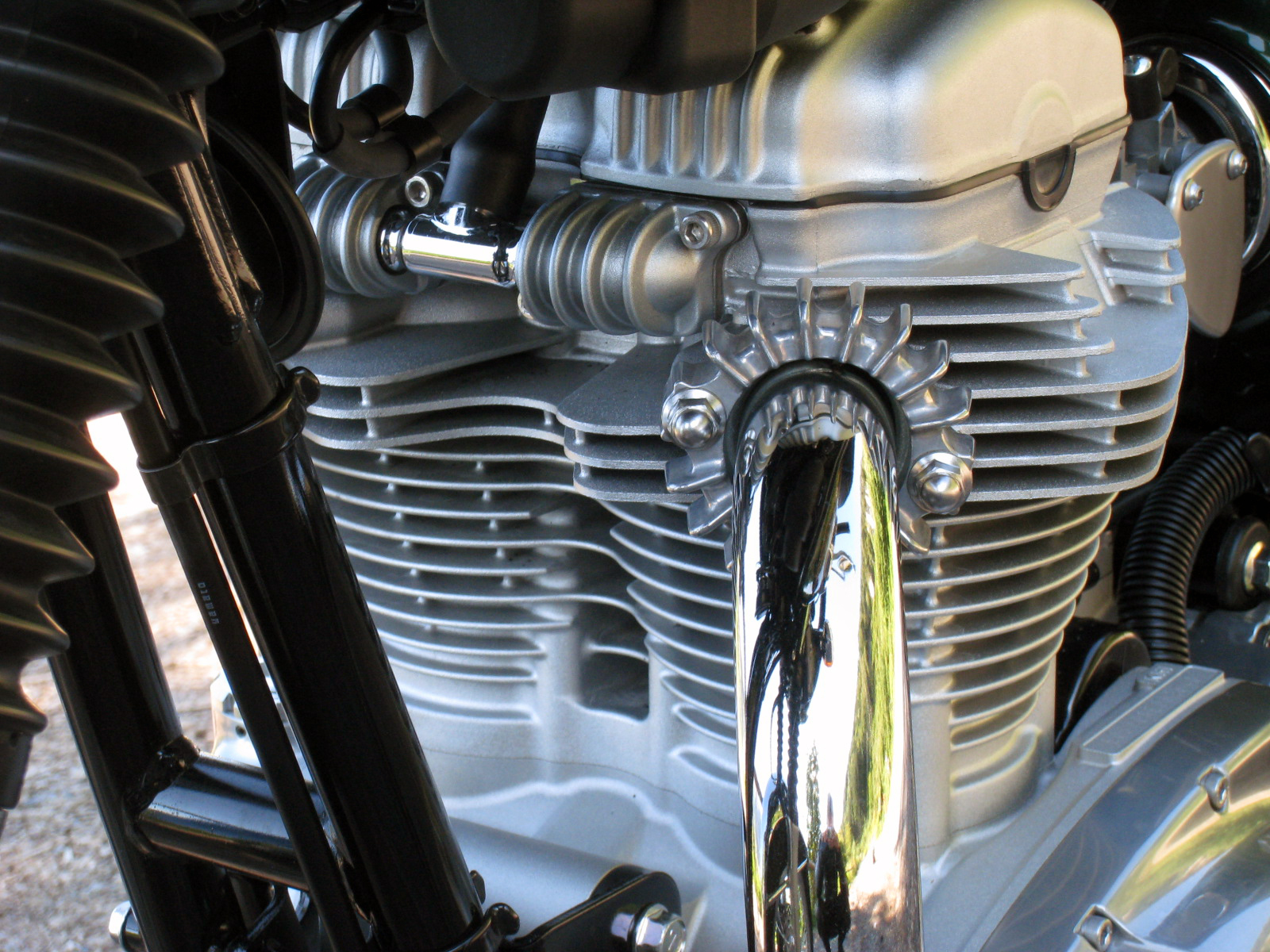
Bicilíndrico en línea Kawasaki W 800

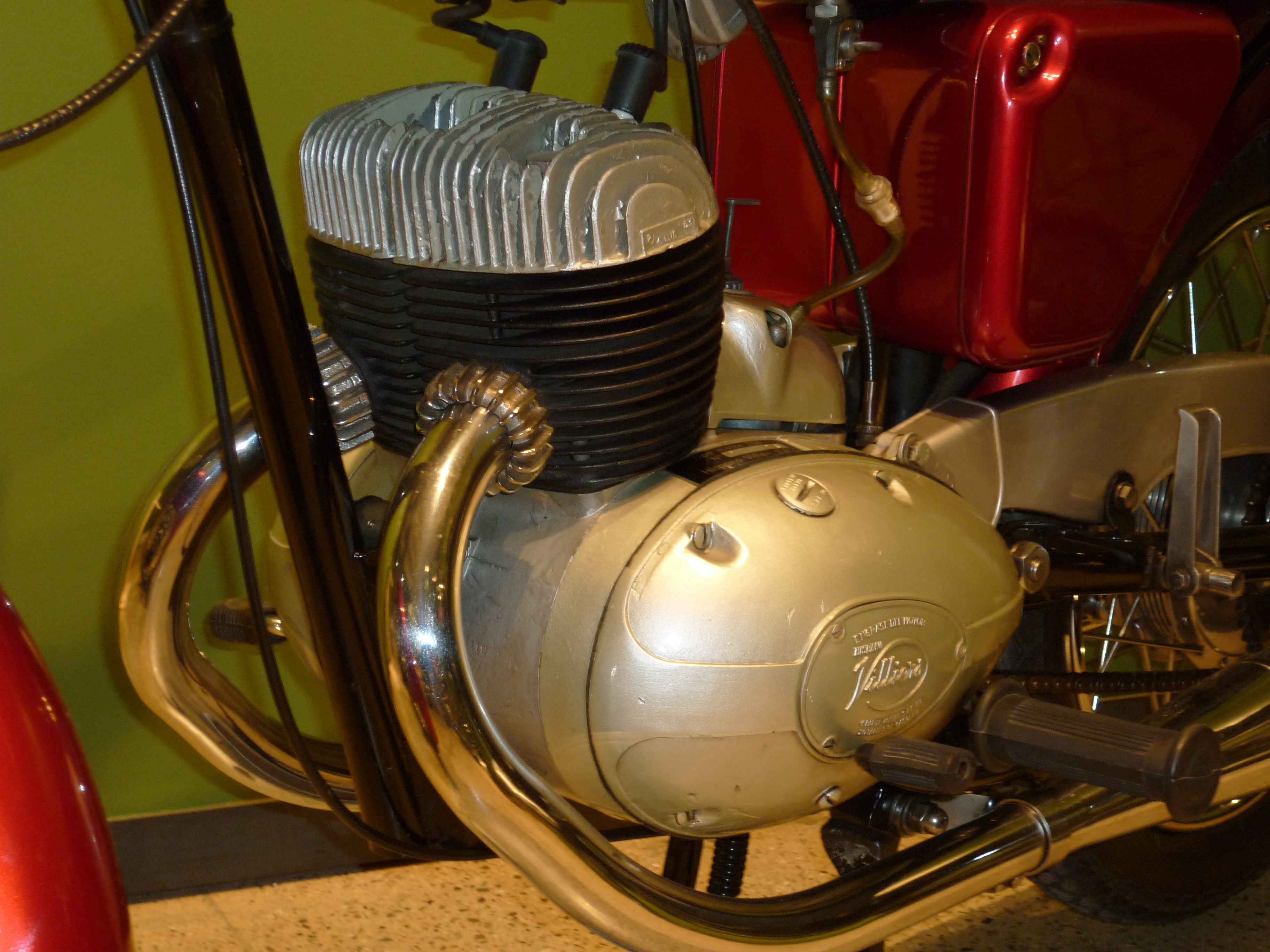
Motor Hispano Villiers de dos tiempos bicilíndrico en línea de una motocicleta Rovena

Un motor bicilíndrico en línea (también conocido como bicilíndrico recto, en línea, vertical, o paralelo; pudiendo también sustituirse el término bicilíndrico por las palabras dos, doble o gemelo) es un propulsor de pistones que cuenta con dos cilindros dispuestos en paralelo uno junto al otro, y sus pistones están conectados a un cigüeñal común. En comparación con los motores en V y los motores bóxer, los bicilíndricos en línea son más compactos, más simples y generalmente más económicos de fabricar, aunque pueden generar más vibraciones.
Estos motores se han utilizado principalmente en motocicletas, pero también se han usado en automóviles y en numerosas aplicaciones relacionadas con los deportes del motor. Los automóviles con motores gemelos rectos suelen ser muy pequeños e incluyen minicoches urbanos y kei cars. Ejemplos recientes de automóviles con motores de dos cilindros en línea incluyen modelos como el Tata Nano, que utiliza el motor TwinAir. Las aplicaciones en actividades deportivas incluyen motores fueraborda, motos de agua, cuatrimotos, motonieves y aeronaves ultraligeras.
Su diseño permite utilizar diferentes ángulos del cigüeñal para lograr diferentes características de los intervalos de ignición y de equilibrio del motor, que afectan a las vibraciones y a la entrega de potencia. El motor bicilíndrico en línea británico tradicional (desde 1937 en adelante) tenía cigüeñales a 360°, mientras que algunos motores japoneses más grandes de la década de 1960 adoptaron el cigüeñal a 180°. En la década de 1990, aparecieron nuevos motores con el cigüeñal a 270°.

## Ventajas y desventajas
Los bicilíndricos rectos tienen la ventaja de ser más compactos, relativamente simples y más económicos de fabricar en comparación con los motores en V o los bóxer. Pueden ser propensos a la vibración, ya sea por el intervalo de ignición irregular presente en los motores con el cigüeñal a 180°, o por el gran movimiento alternativo sin contacto en los motores con el cigüeñal a 360°. También experimentan mayores reacciones de torsión y de vibración que otros motores.

## Construcción

### Configuración de rodamientos
A diferencia de los modelos bicilíndricos en V, los motores rectos gemelos no usan un pasador de cigüeñal común para ambas bielas, y cada cilindro posee su propio pasador en el cigüeñal. La mayoría de los motores de motocicleta británicos rectos gemelos, como Triumph, BSA, Norton y Royal Enfield, tenían dos cojinetes principales, con la excepción de la AJS/Matchless, que usaba un tercer cojinete principal central.
Los motores Honda de dos cilindros, que comenzaron a aparecer a finales de la década de 1950, tenían cuatro cojinetes principales. Los motores posteriores tenían cuatro, o en algunos casos, tres cojinetes principales, siendo los rodamientos de bolas mejores que los cojinetes de camisa para esta configuración del motor.

## Uso en motocicletas

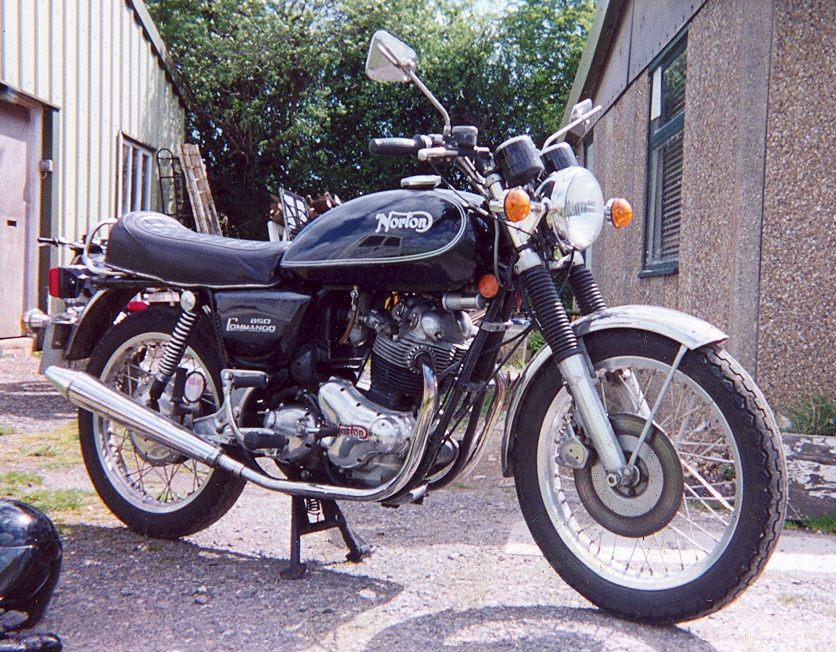
Una Norton Commando Interstate, motocicleta con un motor bicilíndrico paralelo

### Terminología
En motocicletas, al igual que con los automóviles y otros vehículos, se utilizan los términos "bicilíndrico en línea", "bicilíndrico recto", "bicilíndrico paralelo" o "bicilíndrico vertical". Particularmente en el Reino Unido, el término "bicilíndrico-paralelo" (parallel-twin) se ha usado para significar que el cigüeñal es transversal con respecto al eje longitudinal del chasis, mientras que "bicilíndrico en línea" (in line-twin) significa que los cilindros están dispuestos de adelante hacia atrás, en línea con la dirección de desplazamiento. Este significado especial para "en línea" se ha utilizado para motocicletas con cigüeñal longitudinal, como la Sunbeam S7, y para motores en tándem, con una pareja de cigüeñales dispuestos transversalmente, pero con los cilindros dispuestos longitudinalmente, uno frente al otro. El término "bicilíndrico paralelo" también se ha usado para referirse específicamente a los motores de cuatro tiempos bicilíndricos rectos con cigüeñal a 360°, lo que hace que los pistones se desplacen paralelamente entre sí. En otras ocasiones, "bicilíndrico paralelo", "bicilíndrico en línea" y las otras variantes se han usado de manera indistinta, y se han tratado como equivalentes.

### Historia
La primera motocicleta de producción que usaba un motor bicilíndrico en línea fue la Hildebrand & Wolfmuller de 1894, que también fue la primera motocicleta producida en serie. Sus cilindros estaban montados horizontalmente y estaban orientados hacia adelante, y sus pistones estaban conectados directamente a la rueda trasera mediante una biela de tipo locomotora. Se produjeron unas 2000 unidades hasta 1897.
La segunda motocicleta de producción que usó un diseño bicilíndrico recto, esta vez un "bicilíndrico paralelo" con cilindros verticales similar al tipo británico posterior, fue la Werner de 1903. Utilizaba dos cilindros de hierro fundido con cabezas integradas y válvulas laterales, con un capacidad de 500cc.

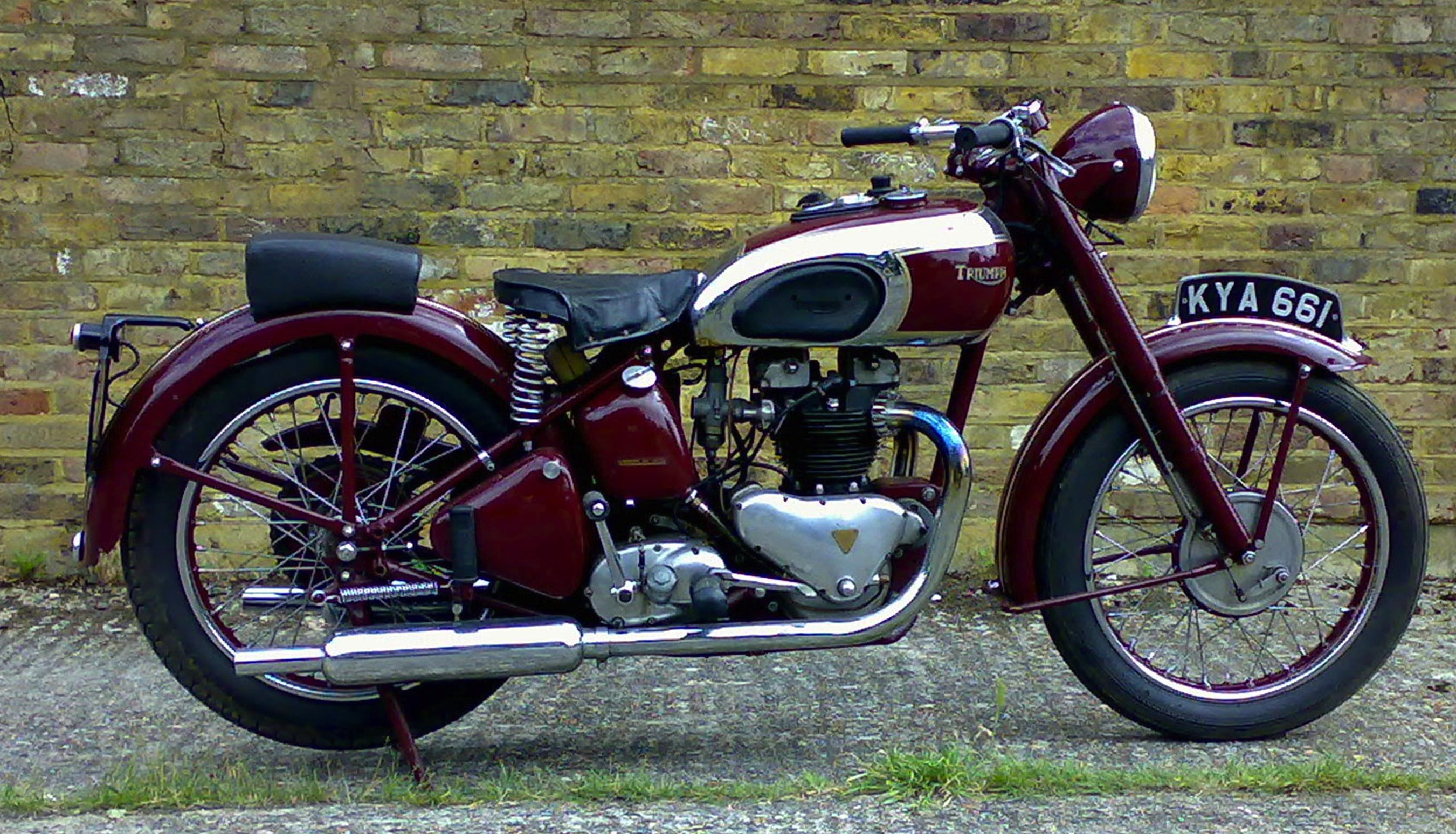
Una Triumph Speed Twin diseñada por Edward Turner, que popularizó el motor bicilíndrico paralelo

El ejemplo más famoso del motor bicilíndrico paralelo fue producido por Triumph a partir de 1937; el 5T Speed Twin. Las pruebas con este tipo de motor comenzaron cuando el diseñador Edward Turner y su supervisor, el ingeniero jefe de Ariel, Val Page, vieron el potencial del motor de motocicleta. Comprobaron que un ángulo de cigüeñal de 360° se adaptaba mejor al uso de un solo carburador que un ángulo de 180°. Después de pasar desde Ariel a la Triumph Motor Company, Page diseñó la motocicleta Triumph 6/1 con un motor bicilíndrico de 650 cc a 360°, capaz de desplazar un sidecar. Una de estas motos con sidecar ganó una medalla de plata en los Seis Días Internacionales y en el Trofeo Maudes de 1933. El declive en el mercado del sidecar hizo que el modelo 6/1 dejara de fabricarse en 1935.

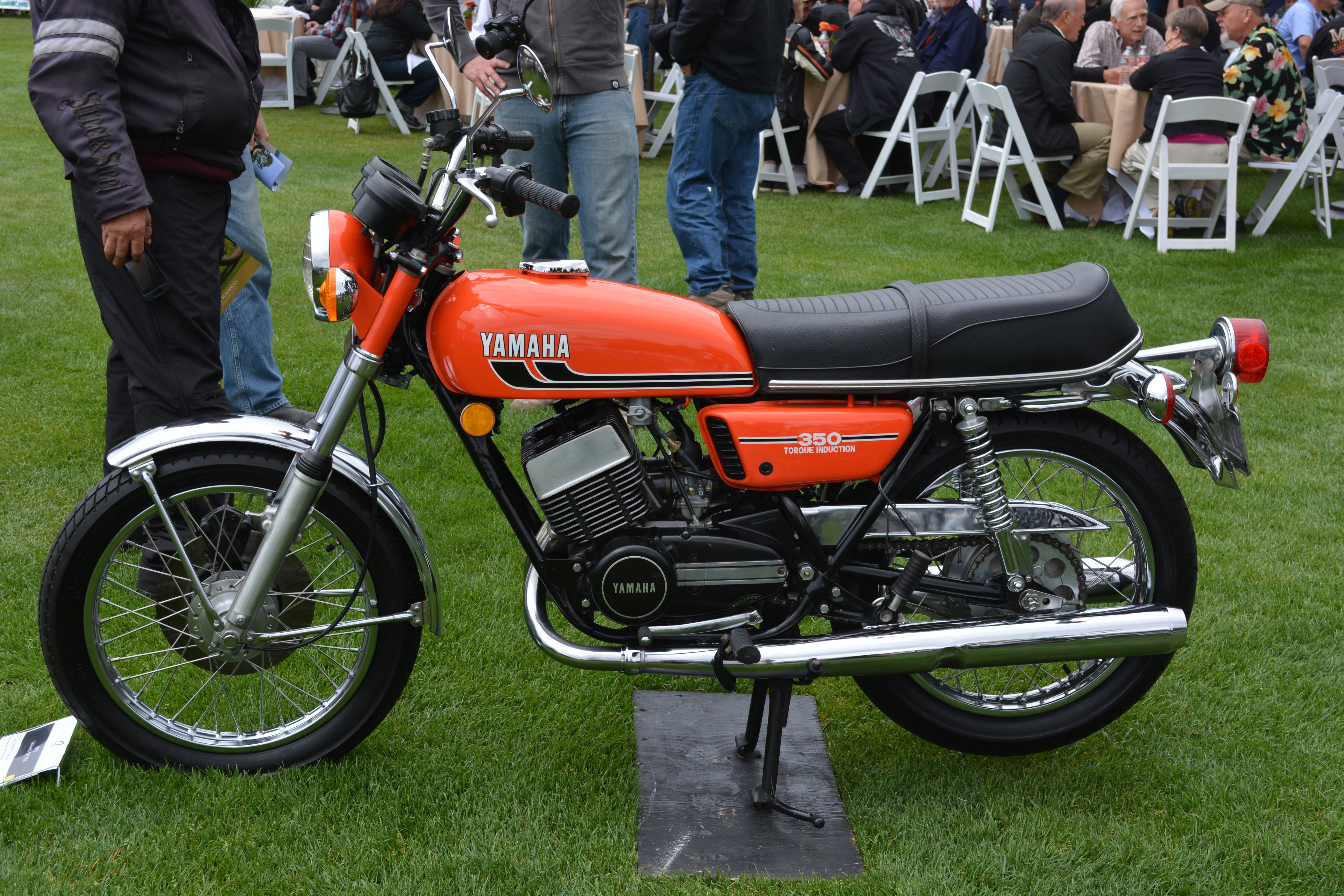
Motocicleta Yamaha con su popular motor bicilíndrico de dos tiempos RD350

La Triumph Speed Twin de 1937, diseñada por Edward Turner, comenzó una tendencia que se mantuvo hasta mediados de la década de 1970. Así, las máquinas con motores de cuatro tiempos bicilíndricos paralelos a 360°, se convirtieron en el tipo más común de motocicletas británicas, siendo producidas por Triumph, BSA, Norton, Ariel, Matchless y AJS. Los fabricantes italianos y alemanes también han fabricado bicilíndricos paralelos, al igual que el fabricante estadounidense Indian, cuya gama de motores incluía el Indian Scout de 440 cc, presentado en 1949 y el Indian Warrior de 500 cc, lanzado en 1950. BMW y los fabricantes japoneses todavía los fabricaban a partir de 2010, especialmente para motocicletas de peso medio.
En los diseños de cuatro tiempos, el bicilíndrico paralelo suele ser vertical o casi vertical. Una excepción es el único gemelo paralelo que ganó un Campeonato Mundial de Gran Premio de 500 cc, el AJS E-90 Porcupine de 1949, que tenía sus cilindros montados casi horizontalmente.
Los motores rectos gemelos se usan en scooters grandes, como la Yamaha T-Max y la Honda Silver Wing. También se usan en carreras con sidecar de motocross.

### Comparación de bicilíndricos utilizados en motocicletas
| Características        | Plano (long) | Plano (trans)                                                                                                | Recto (long)                                                                                                 | Recto (trans) | En V (long) | En V (trans) |
| ---------------------- | --- | --- | --- | --- | --- | --- |
| Ejemplo                | Típico bóxer BMW | Preguerra y entreguerras Douglas                                                                             | Sunbeam S7                                                                                                   | Típica gran moto británica de postguerra, por ej., Triumph Bonneville, Norton Commando                                                    | Moto Guzzi en V (por ej. Moto Guzzi Le Mans), Honda GL650 Silver Wing                                                                                   | Típico en V motos de crucero (por ej. Harley-Davidson, Honda Shadow) o motos deportivas (por ej. Ducati, Suzuki SV650) |
| Refrigeración por aire | Ideal; cilindros que sobresalen en la corriente de aire, el escape puede salir frontalmente del cilindro para mejorar su refrigeración | El cilindro trasero queda fuera de la corriente de aire, no refrigerando tan bien como el cilindro delantero | El cilindro trasero queda fuera de la corriente de aire, no refrigerando tan bien como el cilindro delantero | Mejor refrigeración;los dos cilindros quedan en la corriente de aire, y los escapes pueden salir frontalmente, mejorando su refrigeración | Cerca de la situación ideal; los cilindros quedan en la corriente de aire, el escape puede salir frontalmente del cilindro para mejorar su enfriamiento | Rear cylinder out of airstream, not as well cooled as front cylinder                                                   |
| Centro de gravedad     | Restringido por la necesidad de espacio en las curvas para los motores anchos                                                          | Puede ser tan bajo como el marco lo permita                                                                  | Puede ser tan bajo como el marco lo permita                                                                  | Puede ser tan bajo como el marco lo permita                                                                                               | Puede ser tan bajo como el marco y el ángulo de la V lo permitan                                                                                        | Puede ser tan bajo como el marco lo permita                                                                            |
| Batalla                | Un motor corto da una distancia entre ejes corta                                                                                       | Motores extremadamente anchos dan una distancia entre ejes larga                                             | Motores largos dan una distancia entre ejes larga                                                            | Motores estrechos dan distancias cortas entre ejes                                                                                        | Motores cortos dan distancias cortas entre ejes | Motores anchos dan distancias entre ejes largas                                                                        |

Notas de la tabla
1. 1 2 3  A los efectos de esta tabla, long. significa que el cigüeñal está alineado con el cuadro
2. 1 2 3  A los efectos de esta tabla, trans. significa que el cigüeñal está alineado perpendicularmente respecto al cuadro
3. ↑  Esta configuración también se ha referido como "doble en línea"; consúltese la sección "Terminología" para obtener más detalles sobre el uso del término.
4. ↑  Esta configuración también se ha referido como "doble paralelo"; consúltese la sección "Terminología" para obtener más detalles sobre el uso del término.

Si bien el aumento de la popularidad de la grandes motocicletas con motor bicilíndrico en V ha supuesto que los modelos con motores transversales paralelos hayan perdido el favor del público, esta última configuración sigue manteniendo algunas ventajas en comparación con el diseño convencional en V:
- La ubicación de los elementos auxiliares (filtro de aire, carburadores, encendido, etc.) es más simple.
- Este diseño más simple puede potencialmente facilitar el acceso de mantenimiento.
- Siempre que se use un cigüeñal a 270°, un bicilíndrico paralelo de cuatro tiempos puede simular el orden de ignición de un bicilíndrico en V de cuatro tiempos.[33]

## Ángulo del cigüeñal

Animación con diferentes ángulos de cigüeñal

Existen tres configuraciones principales de cigüeñal para este motor: 360°, 180°, y 270°: Hay pequeñas diferencias en las aplicaciones para motores de cuatro tiempos y de dos tiempos, en gran parte relacionadas con los intervalos de encendido. Por ejemplo, el bicilíndrico a 360° es la configuración natural de un motor de cuatro cilindros de cuatro tiempos, ya que cuatro movimientos de pistón suman 720°. Las explicaciones siguientes están referidas principalmente a los motores de cuatro tiempos:
- En un motor a 360°, ambos pistones suben y bajan juntos. El desequilibrio dinámico es idéntico al de un motor de un solo cilindro de masa recíproca equivalente. Originalmente, solo se usaban contrapesos de manivela, pero se utilizaron ejes de balanceo e incluso una biela ponderada separada para equilibrar las fuerzas de inercia, de nuevo como en el caso de los monocilíndricos. Los cilindros se disparan de manera uniforme y secuencial, es decir, el cilindro 2 se dispara 360 grados después del cilindro 1, y 360 grados más tarde, el cilindro 1 se dispara nuevamente a 720 grados en total, con el comienzo de otro ciclo de cuatro tiempos. Con el doble de pulsos de encendido por ciclo, el funcionamiento del motor es mucho más suave que con uno solo, incluso si comparten el mismo desequilibrio.
- En un motor a 180°, un pistón se eleva mientras que el otro cae. Esto equilibra la fuerza libre primaria, pero en su lugar produce un cabeceo, que normalmente es cancelado por un eje de equilibrado; también comparte el desequilibrio secundario de los motores con cuatro cilindros en línea, que normalmente no se controla debido a una menor masa recíproca total. La separación de 180 grados significa que el cilindro 2 se dispara 180 grados después que el cilindro 1, y el cilindro 1 no vuelve a dispararse durante otros 540 grados, sumando siempre los 720 grados de rotación para un ciclo de cuatro tiempos. Los impulsos de encendido irregulares cambian la contribución armónica de la vibración debido a las fases de combustión que se transmiten al tren motriz, al chasis/bastidor y a cualquier persona que utilice la motocicleta. Lo más importante es que reintroduce el armónico fundamental de un solo cilindro, y otros armónicos extraños con él, lo que hace que la entrega de potencia sea menos limpia.
- En un motor a 270°, un pistón sigue tres cuartos de rotación detrás del otro. Esto se traduce en una cancelación del desequilibrio de las fuerzas de inercia secundarias, pero no del efecto de cabeceo. El desequilibrio primario es una combinación de fuerzas de inercia y pares de balanceo y se mitiga una vez más mediante el uso de un eje de equilibrio. Produce intervalos de disparo idénticos a un motor bicilíndrico en V a 90°, a saber: el cilindro 2 se dispara 270 grados (3/4 de una rotación) después del cilindro 1, y el cilindro 1 dispara nuevamente 450 grados (una rotación y un cuarto) después del cilindro 2, nuevamente en un total de 720 grados para el comienzo del siguiente ciclo. La contribución armónica de estos intervalos vuelve a ser diferente, todavía irregular, pero se tiene una sensación de pulsación más parecida a la de un bicilíndrico en V que en el caso de los montajes a 360 grados o a 180. Este comportamiento se refleja en sus respectivos sonidos.

### 360° y 180°
Desde la década de 1930, después del trabajo de Val Page, la mayoría de las motocicletas paralelas de cuatro tiempos británicas utilizaron un ángulo de cigüeñal de 360°, lo que permitió el uso de un solo carburador (los bicilíndricos de 180° y 270° necesitan dos carburadores debido al desfase de la ignición). Un ejemplo de esta disposición es una de las primeras motocicletas Meguro, una copia de la BSA A7 británica con cigüeñal a 360°. Sin embargo, en la década de 1960, los fabricantes japoneses preferían los 180°, cuya suavidad permitía un régimen de giro más alto y, por lo tanto, más potencia. Por ejemplo, la Honda 450 cc dohc 180° "Black Bomber" de 1966, podía desafiar a cualquier moto británica contemporánea de bicilíndrica paralela de 650 cc a 360°.
Muchas motocicletas pequeñas de menos de 250 cc utilizan un cigüeñal a 360°, ya que el problema de las vibraciones es menos significativo; entre los ejemplos se incluyen la Honda CB92, la CB160 y la CM185. Los bicilíndricos más grandes de más de 500 cc, como el XS650 y el TX750 de Yamaha, han usado cigüeñales de 360°, pero estos bicilíndricos paralelos tienden a tener ejes de equilibrado. La serie de motos Honda CB en el rango de 250 a 500 cc utilizaba cigüeñales a 180°. Tanto la Yamaha TX500 de 1973 como la Suzuki GS400 de 1977 tenían un cigüeñal a 180° y un eje de equilibrio, mientras que la Kawasaki KZ400 de 1974 utilizaba un cigüeñal a 360° y un eje de equilibrio. La Honda CB 250 N y la CB 400 N de 1978 a 1984 también son diseños a 360°; posteriormente, los bicilíndricos rectos de Honda desde 1993 en adelante hasta hoy, son nuevamente diseños a 180°, con la excepción del diseño a 270° del nuevo motor de 700 cc que impulsa la Honda NC700 series.
Un motor con el cigüeñal a 180° sufre menos pérdidas de bombeo que uno a 360°, ya que el desplazamiento en el cárter permanece aproximadamente constante. Sin embargo, un motor a 180° requiere un sistema de encendido separado para cada cilindro. Los bicilíndricos a 360° pueden tener un sistema de encendido único para ambos cilindros, con un encendido en vacío durante la carrera de escape de cada cilindro. La motocicleta bicilíndrica paralela BMW F800 es un diseño a 360°. La vibración inherente este motor implica que su régimen de giro está limitado a 9000 rpm. BMW redujo la vibración utilizando una tercera biela "vestigial" para actuar como contrapeso.

### 270°
Un desarrollo moderno del motor de 180°, pionero en la Yamaha TRX850, es el cigüeñal a 270°, que imita el sonido y la sensación de un bicilíndrico en V a 90°, pero requiere un eje de equilibrio para reducir la vibración. Efectivamente, el cigüeñal a 270° es un compromiso que permite un patrón de disparo más regular que uno a 180°, y menos vibración que uno a 360°. Al igual que con un bicilíndrico en V a 90°, los pistones en un motor en línea a 270° nunca están ambos al mismo tiempo estacionarios, lo que reduce el intercambio neto de cantidad de movimiento entre la manivela y los pistones durante una rotación completa. El momento de giro se manifiesta como una velocidad de rotación del cigüeñal oscilante, que, cuando se combina con una rueda motriz que gira a la velocidad más estable de la carretera, introducirá un par oscilante en el tren motriz y en la superficie de contacto del neumático con el firme. El uso de un volante de inercia en el cigüeñal hace que el momento oscilante no sea detectable al conducir, pero aun así crea una fuerza oscilante dentro del tren motriz que debe tenerse en cuenta durante el diseño con respecto a la longevidad de la mecánica o su efecto sobre los neumáticos.
Phil Irving se comprometió a minimizar este par de torsión oscilante y, para una relación particular entre biela y carrera, llegó a una separación óptima de 76° (294°), en lugar de los 90° (270°) descritos anteriormente. El óptimo para dos pistones se piensa que se encuentra cuando un pistón está viajando más rápido al mismo tiempo que el otro se ha detenido, pero esto descuenta la otra mitad del ciclo donde los papeles de los pistones están invertidos, pero no exactamente reflejados, lo que significa que no se cancelan una segunda vez.
La minimización de la desviación de la velocidad con respecto a una rotación completa se logra realmente con algo mucho más cercano (pero aun así, normalmente no es exactamente) a la separación de 90°, confirmación que habría requerido una gran cantidad de cálculos manuales y/o gráficos en la época de Irving.
Esta minimización del llamado par de inercia también fue uno de los objetivos que logró Yamaha con su motor R1 "transversal". Téngase en cuenta que en ninguno de los dos casos se eliminó completamente la oscilación, solo se redujo significativamente.
Las primeras motocicletas con motor bicilíndrico paralelo de producción con un cigüeñal a 270° fueron la Yamaha TRX850 de 1996 y la Yamaha TDM, ambas fuera de producción. Los ejemplos modernos de motocicletas de 270° en producción en 2018 incluyen la Donnington Norton Commando, la Triumph Thunderbird, la Honda Africa Twin, la Honda NC700 series, la Triumph Thruxton 1200 y la Royal Enfield Interceptor 650. La 790 Duke de KTM tiene un cigüeñal similar, que varía entre 285 o 435 grados (los dos intervalos de disparo), imitando a sus bicilíndricos en V a 75 grados en sonido y sensaciones.
Una característica del bicilíndrico paralelo a 270° es que proporciona la mayor parte de la sensación del popular diseño en V, junto con otras ventajas:
- Es más simple y más barato de producir y mantener.
- Solo necesita un bloque de cilindros y un cabezal.
- La filtración de aire, la alimentación de combustible, el escape y el enfriamiento son más simples.
- El motor es más liviano y tiene un mejor potencial para una posición cercana al centro de masas óptima.
- La ubicación de la batería es más fácil.
- El diseño de la suspensión trasera es más simple.
- Permite una distancia entre ejes más corta para un manejo más dinámico.

### Motores de dos tiempos
En los motores de dos tiempos, el ángulo del cigüeñal es generalmente de 180°, lo que da dos fases de impulso en cada revolución. Esta configuración oscila al doble de frecuencia pero a la mitad de la amplitud que un motor de un solo cilindro de la misma capacidad.
Una excepción es el Yankee, que tenía un cigüeñal a 360°. La configuración del Yankee, que tenía cámaras de combustión separadas para los dos cilindros, no debe confundirse con la de un motor de pistón doble.

### Motor en línea con el bastidor

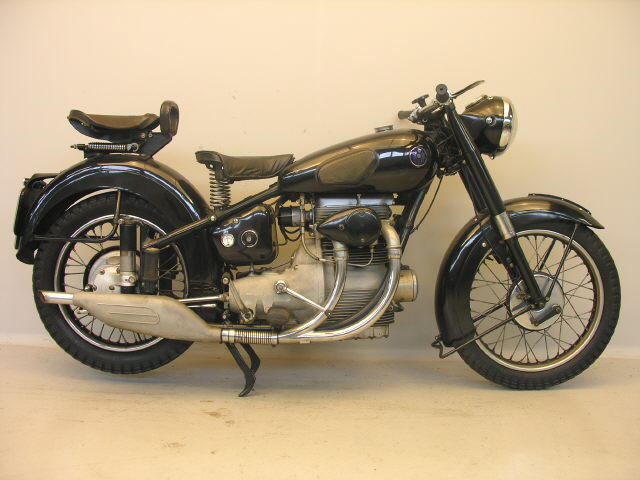
Sunbeam S8

El diseño de motor bicilíndrico en línea con el bastidor se ha utilizado a menudo durante la historia del motociclismo, tanto para dos tiempos como para cuatro tiempos. Entre los ejemplos más notables se incluyen las Dresch 500 cc Monobloc y las Sunbeam S7 y S8.
Aunque el montaje de un motor bicilíndrico en línea con el bastidor permite una motocicleta tan estrecha como un motor de un solo cilindro, también crea un motor más largo. Una desventaja importante para los motores refrigerados por aire es que el cilindro trasero tiende a calentarse más que el cilindro delantero. Sin embargo, cuando se trata de motocicletas de carreras, esta disposición permite minimizar el área delantera del motor y el chasis, lo que conlleva una mejor aerodinámica y un perfil delantero equivalente al de un vehículo monocilíndrico.

## Uso en el automóvil

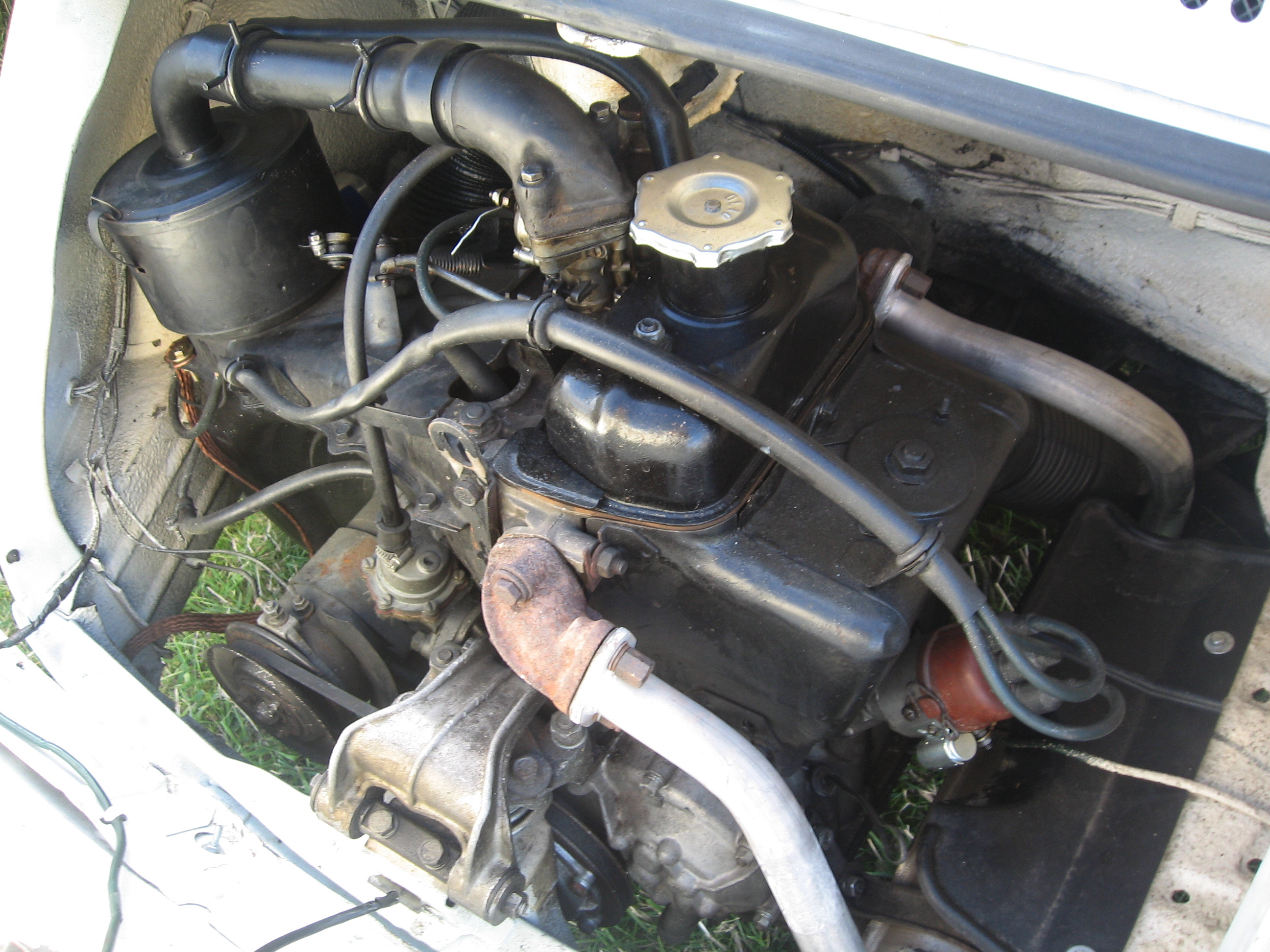
Motor longitudinal bicilíndrico en el compartimento trasero de un Fiat 500 (1957)

Gottlieb Daimler presentó su motor Phoenix de dos cilindros en línea en 1895; ese mismo año, estos motores se usaron en los automóviles Panhard. Otro de los primeros modelos de motor bicilíndrico en línea se usó en el Voiturelle Decauville de 1898, que usaba un bicilíndrico dispuesto longitudinalmente tomado de un modelo de Dion, colocado debajo del asiento.
En 1955, el ingeniero Aurelio Lampredi diseñó un motor experimental de Fórmula 1 de dos cilindros paralelos, basándose en la teoría de que proporcionaría altos niveles de par motor para circuitos de carreras cerrados. El resultado fue el Tipo 116 de 2.5 litros. Al realizarse las pruebas, vibró tanto que rompió el equipo de medida. El motor nunca fue usado en un coche de carreras.
Se han utilizado motores bicilíndricos en automóviles muy pequeños, como por ejemplo, microcoches, kei cars y coches urbanos, como el Fiat 500 (1957) y el 126, NSU Prinz, VAZ Oka, Dacia Lăstun, Daihatsu Cuore, y Mitsubishi Minica. De 1967 a 1972, Honda produjo el N360 y sus sucesores N400 y N600 con dos motores bicilíndricos rectos en tamaños de 360  cc, 400 cc y 600 cc. El Z600 fue producido desde 1970 hasta 1972. Desde 1958 hasta 1971, Subaru produjo el 360 con un motor refrigerado por aire de 358 cc montado en la parte trasera.
Los motores de gasolina de dos cilindros que se usan actualmente en los automóviles de producción incluyen el motor de 623 cc que se usa en Tata Nano, y Fiat TwinAir engine, normalmente aspirado, de 974 cc y turboalimentado de 875 cc: en el Fiat 500, el Fiat Panda, el Fiat Punto, el Lancia Yilsil , y el Alfa Romeo MiTo.
Los motores diésel bicilíndricos que se usan actualmente en los automóviles de producción incluyen el motor turbo de 1,201 cc, con inyección common-rail, que se utiliza en el Piaggio Porter. Otro motor diésel bicilíndrico se ha desarrollado para el Tata Nano, y según informaba la prensa estaba previsto lanzarlo a principios de 2014. Sus especificaciones no se han divulgado, aunque los informes no oficiales afirman que tendrá un desplazamiento de 624 cc.

## Uso en motores marinos

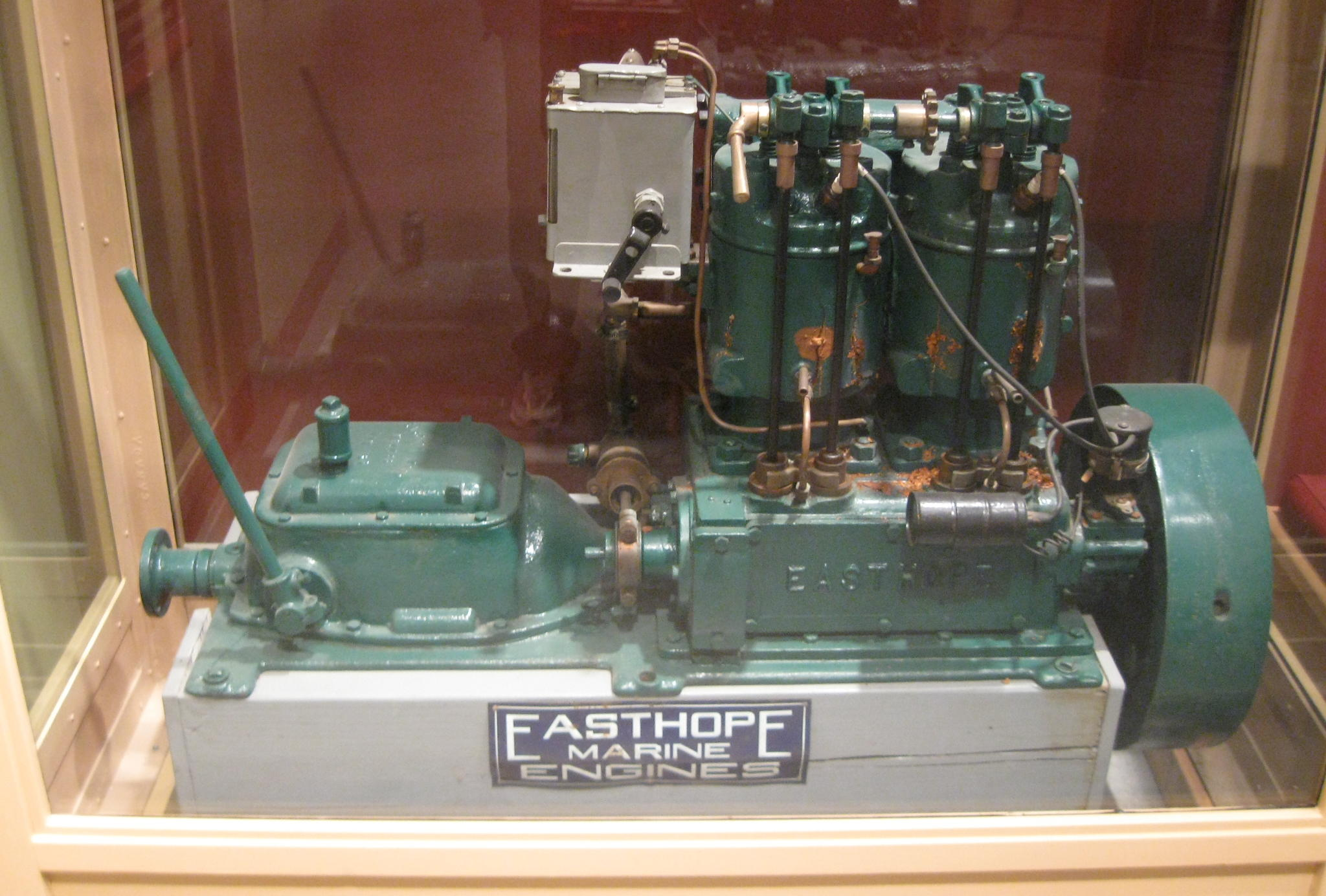
Motor marino Easthope

Los bicilíndricos en línea son comunes para su uso marítimo, tanto interno como externo, como los modelos Suzuki 15, y distintos motores de inyección.
Desde la década de 1950, los fabricantes de motores fueraborda se decidieron por el uso del diseño básico del motor en línea, dos cilindros dispuestos uno junto al otro con el cigüeñal que impulsa el eje de transmisión. Un motor experimental utilizaba dos bloques de motor en línea unidos para hacer un motor en U de cuatro cilindros.
A principios del siglo XX, los barcos pesqueros como el Morecambe Bay Prawners y el Lancashire Nobbys, a veces incorporaron un motor interno, como el Lister o el Kelvin E2, ambos bicilíndricos en línea. A menudo se encontró que era más fácil disponer el eje de la hélice de forma asimétrica para salir del casco que situarlo en la línea central, aunque esto daba lugar a un desequilibrio de la dirección del barco.
Aunque las embarcaciones modernas que navegan en el Canal de La Mancha tienden a utilizar motores de 4 cilindros de automóviles convenientemente adaptados para su uso en el mar, los tradicionalistas prefieren instalar los más antiguos motores diésel de 2 cilindros, como el Lister Petter refrigerado por aire (que también tenía una versión de 3 cilindros).

## Uso en la aviación

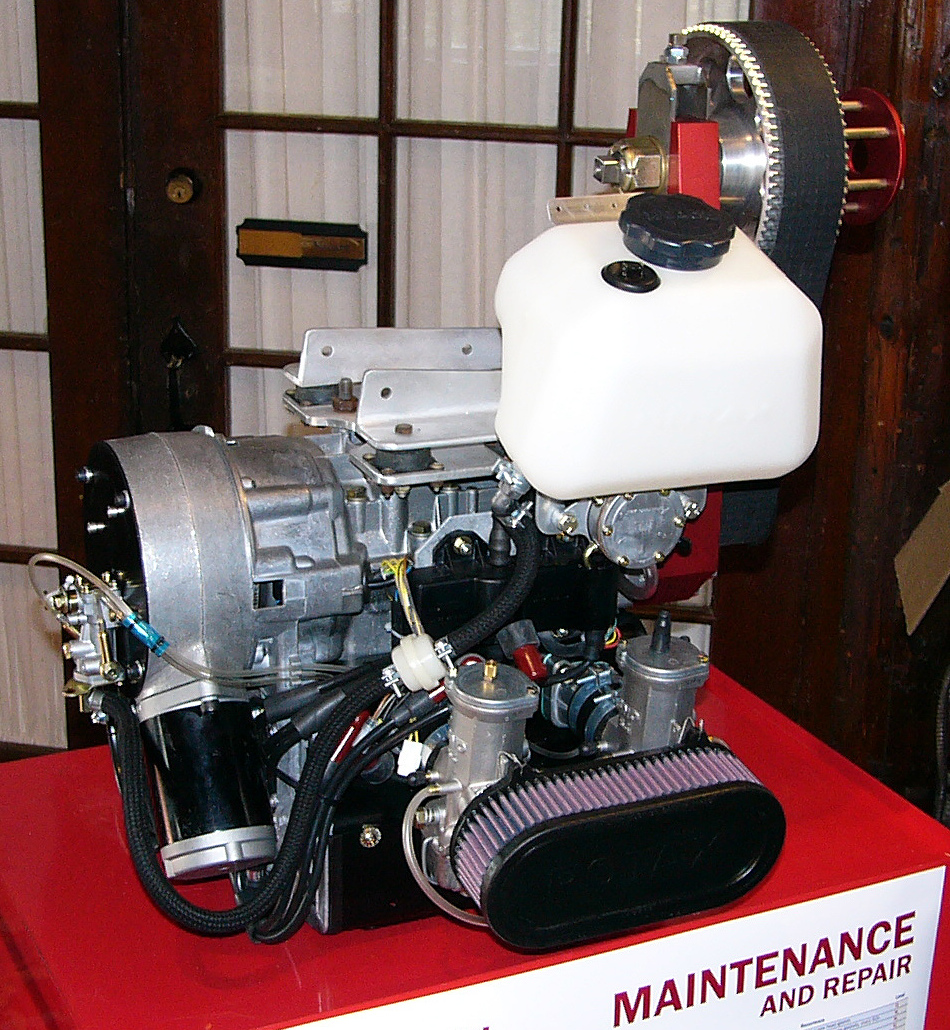
Motor aéreo bicilíndrico en línea Rotax

Los motores bicilíndricos en línea, como el Hirth 2704, se usan comúnmente en ultraligeros, girocopteros de asiento único y pequeños aviones de construcción propia. Estos motores fueron diseñados originalmente para motos de nieve. Otro popular motor de dos tiempos bicilíndrico en línea fue el Cuyuna 430-D, también un propulsor de una moto de nieve modificado, capaz de rendir 30 CV. Los ultraligeros más modernos tienden a usar motores como el Rotax 503 o el Rotax 582, diseñados específicamente para este propósito.
Los motores bicilíndricos en línea a veces también se usan en aeromodelismo a gran escala.

## Otros usos
Estos motores son comúnmente utilizados por los fabricantes de quads,
jet ski, y motonieves.
También se han utilizado en equipos agrícolas, en particular por John Deere, cuyos grandes motores de dos cilindros se usaron en su línea de tractores de granja hasta 1960.
El diseño se ha utilizado para motores de dos tiempos, cuatro tiempos y diésel, tanto refrigerados por aire como por agua, alimentados tanto por carburadores como por turbocompresores.